# Sofia Alexandrovna Stakhovich
Sofia Alexandrovna Stakhovich, född 1862, död 1942, var en rysk hovfunktionär.
Den 25 maj 1895 beviljades hon tjänsten som tärna vid kejsarinnan Alexandra Feodorovnas hov. Hon var litterärt begåvad och var författare till berättelsen "The Orphan", publicerad som en separat bok 1899 av förlaget " Posrednik " med illustrationer av I. E. Repin
Hon tillhörde Lev Tolstojs och hans familjs vänkrets. 
Efter Tolstojs död deltog S. A. Stakhovich i skapandet av hans museum i Moskva, Statens museum för L. N. Tolstoj, där hon arbetade resten av sitt liv efter 1917, förberedde författarens korrespondens för publicering för L. N. Tolstojs kompletta verk.